# إدارة المرض
إدارة المرض تُعرف بأنها «نظام لتنسيق تدخلات الرعاية الصحية والاتصالات للسكان مع الظروف التي تكون فيها جهود الرعاية الذاتية للمريض كبيرة.» فهي عملية للحد من تكاليف الرعاية الصحية و/أو تحسين نوعية الحياة للأفراد عن طريق منع أو التقليل من آثار المرض، وعادة ما يكون حالة مزمنة، من خلال الرعاية التكاملية.

## التاريخ
وقد تطورت إدارة المرض من الرعاية المدارة، تخصص الأجرة على الفرد، وإدارة الطلب على الخدمات الصحية، ويشير إلى العمليات والأشخاص المعنيين مع التحسين أو الحفاظ على الصحة في عدد كبير من السكان. إلا أنها تشعر بالقلق مع الأمراض المزمنة شيوعا، والحد من المضاعفات المستقبلية المرتبطة بتلك الأمراض.
أمراض إدارة المرض تشغل نفسها وتتضمن ما يلي: أمراض القلب، ومرض الانسداد الرئوي المزمن (COPD)، والفشل الكلوي وارتفاع ضغط الدم، وفشل القلب، والسمنة، وداء السكر والربو والسرطان والتهاب المفاصل والاكتئاب، توقف التنفس أثناء النوم، وهشاشة العظام، والأمراض الشائعة الأخرى.

## صناعة إدارة المرض
في الولايات المتحدة، إدارة المرض هي صناعة كبيرة مع العديد من البائعين. كبرى منظمات إدارة المرض تعتمد على العائدات ومعايير أخرى وتشمل أككوردانت (شركة تابعة لكاريمارك)، وقد (الآن منها باراديجمهلث وماتريا الرعاية الصحية)، كاريمارك (باستثناء هيئاته الفرعيه)، افيركاري «الحوار الصحي»، هيلثوايس، ليفيماستيرس، ليفيسينتش (كورفيلث سابقا)، ماجلان، حلول صحه ماكسون، ميداسورانت.
لإدارة المرض أهمية خاصة بالنسبة لخطط الصحة والوكالات والتأمل، وجمعيات أرباب العمل التي توفر التأمين الصحي. وجدت دراسة أجريت عام 2002 أن 99.5 ٪ من مسجلين خطط الصيانة الصحية (HMO / POS) المنظمة / نقطة من الخدمة في الخطط التي تغطي ما لا يقل عن برنامج واحد لإدارة المرض. وأشارت دراسة ميرسر للاستشارات أن النسبة المئوية لصاحب العمل الذي ترعاه الخطط الصحية التي تقدم برامج إدارة المرض ارتفع إلى 58 ٪ في عام 2003، ارتفاعا من 41 ٪ في عام 2002.
أفادت الأنباء أن أنفق 85 مليون دولار على إدارة الأمراض في الولايات المتحدة في عام 1997، و600 مليون دولار في عام 2002. وبين عامي 2000 و2005، كان معدل النمو السنوي المركب للإيرادات بالنسبة للمنظمات إدارة المرض 28 ٪. في عام 2000، قدرت مجموعة بوسطن الاستشارية أن السوق الأميركية لإدارة الأمراض ويمكن الاستعانة بمصادر خارجية بقيمة 20 مليار دولار بحلول عام 2010؛ ومع ذلك، في عام 2008 إدارة مشتريات اتحاد الأمراض التي تقدر إيرادات مؤسسة إدارة المرض سيكون 2.8 مليار دولار بحلول عام 2010. اعتبارًا من عام 2010، استخدام دراسة المسح الوطني للرعاية الطبية الإسعافية البيانات تشير إلى أن التقديرات 21.3 ٪ من المرضى في الولايات المتحدة مع واحد على الأقل حالة مزمنة يستخدم برامج إدارة الأمراض.

## العملية
الفرضية الأساسية لإدارة المرض هي عندما يتم تطبيق الأدوات الصحيحة، والخبراء... والمعدات للسكان، ثم تكاليف اليد العاملة (وتحديدًا: الغياب والحضور السلبي ونفقات التأمين المباشر) يمكن التقليل في المدى القريب، أو يمكن توفير المزيد من الموارد بكفاءة.
الفكرة العامة للتخفيف من مسار المرض، بدلا من علاج هذا المرض. تحسين نوعية وأنشطة الحياة اليومية أولا وقبل كل شيء.
التكلفة والتحسين، في بعض البرامج، هي عنصر ضروري، كذلك. ومع ذلك، فإن بعض نظم إدارة الأمراض تعتقد أن التخفيضات في مشاكل على المدى الطويل قد لا تكون قابلة للقياس اليومي، ولكن يمكن أن تبرر استمرار برامج إدارة المرض حتى أفضل البيانات المتاحة في 10-20 سنة.
معظم بائعين إدارة الأمراض يعرضون العائد على الاستثمار (ROI) لبرامجها، على الرغم من مر السنين وكان هناك عشرات الطرق لقياس العائد على الاستثمار. الاستجابة لهذا التضارب، هي صناعة عقدت رابطة عمالية، وتحالف متوالية الرعاية، وقادة الصناعة لوضع مبادئ توجيهية لقياس الآراء للنتائج السريرية والمالية في إدارة الأمراض، والعافية وغيرها من البرامج المستندة إلى السكان. المساهمة في العمل والصحة العامة والخاصة والمنظمات النوعية، بما في ذلك الوكالة الاتحادية لأبحاث الرعاية الصحية والجودة، واللجنة الوطنية لضمان الجودة، URAC، واللجنة المشتركة.
أنتج المشروع المجلد الأول من أربعة مجلدات الآن عن النتائج التوجيهية، والتي تفاصيل الصناعة توافق على نهج قياس النتائج.
الأدوات تشمل أدوات تقييم على الإنترنت، والدلائل السريرية، وتقييمات المخاطر الصحية ومركز الاتصالات الصادرة والواردة على أساس الفرز، أفضل الممارسات، والسوابق، وأجهزة أخرى عديدة، والنظم والبروتوكولات.
وتشمل الخبراء الاكتواريين، والأطباء، واقتصاديين الطبية والممرضين وأخصائيي التغذية والعلاج الطبيعي والإحصائيين والوبائيات، ومهنيين الموارد البشرية. ويمكن للمعدات ان تشمل النظم البريدية، والتطبيقات على شبكة الإنترنت (مع أو بدون وسائط التفاعلية)، وأجهزة الرصد، أو نظم الاتصالات الهاتفية.

## الفعالية

### التحيز الممكن وغيرها من المشاكل في الدراسات الفعالية
عندما تكون برامج إدارة الأمراض طوعية، قد تتأثر دراسات فعاليتها بوجود تحيز الانتقاء الذاتي، وهذا هو، برنامج «جذب المسجلين الذين كانوا [فعلا] دوافع عالية للنجاح». وقد وجدت اثنين على الأقل من الدراسات أن الأشخاص الذين يلتحقون ببرامج إدارة الأمراض يختلفون كثيرًا عن أولئك الذين لا على خط الأساس السريرية والديموغرافية، والتكلفة، والاستخدام، ومعايير الجودة. للحد من أي تحيز في التقديرات الفعالية لإدارة المرض بسبب الاختلافات في الخصائص الأساسية، والمحاكمات العشوائية هي أفضل من الدراسات الرصدية.
حتى لو كان الدراسة الخاصة هي تجربة عشوائية، فإنها قد لا توفر أدلة قوية على فعالية إدارة المرض. بحثت ورقة استعراض عام 2009 التجارب العشوائية وتحليلات التلوي من برامج إدارة المرض لفشل القلب، وأكد أن العديد من فشل عملية PICO والمعايير الموحدة لتقارير المحاكمات: «ليست التدخلات والمقارنات جيدة بما فيه الكفاية لوصفها؛ وتم تبسيط مفرط للبرامج المعقدة؛ وعدم إدراج الخلافات البارزة التي تحتمل أن تكون في البرامج، والسكان، وضبط في التحليلات».

### العناية الطبية
قسم 721 من قانون الوصفة الطبية للمخدرات، وتحسين وتحديث الرعاية الطبية لعام 2003 أذن لمراكز الرعاية الصحية والخدمات الطبية (CMS) لإجراء ما أصبح لاحقا «الرعاية الطبية لدعم الصحة» مشروع لدراسة إدارة المرض. المرحلة الأولى من المشروع تشارك شركات إدارة الأمراض (مثل إدارة الصحة إيتنا وشركة دعم الصحة سيغنا، حوار الخدمات الصحية كورب، هيلثواي، وحلول الصحة مكيسون) الذي اختاره عملية تنافسية في ثماني ولايات ومقاطعة كولومبيا. وركز المشروع على الأشخاص الذين يعانون من مرض السكر أو فشل القلب الذي كان مرتفعا نسبيا مدفوعات الرعاية الصحية، وفي كل موقع، تم تعيين ما يقرب من 20,000 شخص من هذا القبيل لمجموعة التدخل و10000 إلى مجموعة المراقبة. تعين CMS أهداف في مجالات الجودة ورضا المستفيد السريرية، وتفاوضت مع برامج إدارة الأمراض عن الهدف من وفورات في التكاليف بنسبة 5 ٪ ميديكير. وبدأت البرامج بين أغسطس 2005 ويناير 2006. ما هو الآن في تحالف متوالية الرعاية أثنى على المشروع باسم «الرائد الوطني الأول من نوعه دمج تقنيات متطورة لإدارة الرعاية الطبية في الرسوم للحصول على خدمة البرنامج».
ويبدو تقييم أولي للمرحلة الأولى من المشروع RTI الدولية في يونيو 2007 الذي كان «المشاركة الرئيسية الثلاثة، والنتائج المالية».
- كانت نفقات الرعاية الطبية لمجموعة التدخل أعلى من المجموعة المقارنة في الوقت الذي بدأ الطيارين.
- ضمن مجموعة التدخل، أتيحت للمشاركين انخفاض مدفوعات الرعاية الصحية (أي يميل إلى أن يكون أكثر صحة) من غير المشاركين.
- في «الرسوم المدفوعة حتى الآن تتجاوز بكثير أي وفورات المنتجة.»

DMAA تركز على اكتشاف آخر من التقييم الأولي، «مستويات عالية من الرضا عن خدمات إدارة الأمراض المزمنة بين المستفيدين والأطباء».
لاحظ أحد التعليق أن المشروع «لا يمكن إلا أن الملاحظة» منذ «لم يتحقق التكافؤ في الأساس» التعليق آخر ادعى ان المشروع كان«في ورطة كبيرة». ورقة حول تقييم لمدة ستة أشهر، نشرت في خريف 2008، وخلصت إلى أن«النتائج تشير إلى تاريخ نجاحا محدودا في تحقيق وفورات في تكاليف الرعاية الطبية أو خفض حاد الاستفادة من الرعاية». في ديسمبر 2007، غيرت CMS عتبة من الوفورات المالية 5 ٪ إلى الحياد في الميزانية، وهو التغيير الذي DMAA «واشاد» وفي يناير 2008، ومع ذلك، قررت CMS لانهاء المرحلة الأولى لأنه ادعى أن السلطة التشريعية قد نفد. أربعة أعضاء في مجلس الشيوخ الأمريكي برسالة إلى CMS إلى العدول عن قرارها. DMAA شجب انتهاء المرحلة الأولى، ودعا CMS لبدء المرحلة الثانية في أقرب وقت ممكن. ومن بين الانتقادات الأخرى للمشروع، وشركات إدارة الرعاية الصحية المرض ادعى أن «وقعت حتى المرضى الذين كانوا مرضا بكثير مما كانوا يتوقعون،» فشلت في نقل المعلومات عن وصفات المرضى والنتائج المختبرية لهم في الوقت المناسب، وغير مسموح للشركات من اختيار المرضى الأكثر احتمالا للاستفادة من إدارة الأمراض. بحلول أبريل 2008، CMS قضى 360 مليون دولار على المشروع، ومن المتوقع اعلان النتائج النهائية على المشاركين حوالي 160,000 في عام 2009. والبرامج الفردية منتهية في الفترة بين ديسمبر 2006 وأغسطس 2008.

### دراسات أخرى
الدراسات التي قامت باستعراض دراسات أخرى على فعالية إدارة الأمراض ما يلي:
- في 2004 خلص مكتب الميزانية في الكونغرس أن تحليل الدراسات التي نشرت «لا توفر أساسا متينا لاستنتاج برامج إدارة المرض عموما تخفيض التكاليف الإجمالية».[2] تسبب تقرير صناعة إدارة المرض إلى «سكرامبل لبناء قضيه تجارية أفضل لخدماتها».[25]
- العثور على استعراض عام 2005 من 44 دراسات حول إدارة الأمراض عائدا ايجابيا على الاستثمار (ROI) لقصور القلب الاحتقاني وظروف المرض المتعددة، ولكن العائد على الاستثمار غير حاسم، ومختلط، أو سلبي لمرض السكر، والربو، وبرامج إدارة الاكتئاب..[26] ونقلت الصحيفة عن المؤلف، من جامعة كورنيل وميدستات طومسون، قولها ان ندرة الأبحاث التي أجريت على عائد الاستثمار في إدارة المرض كان «مصدر قلق لأن الكثير من الشركات والوكالات الحكومية قد اعتمدت إدارة الأمراض على إدارة تكاليف الرعاية للأشخاص الذين يعانون من شروط مزمنة».[10]
- خلص ملخص راند لعام 2007 26 استعراض وتحليل التلوي صغار برامج إدارة المرض، و3 من التقييمات القائمة على السكان برامج إدارة المرض، أن «واضعي السياسات والدافعي ينبغي أن يظل متشككا حول مطالبات البائعين [المتعلقة بإدارة مرض] وينبغي أن الطلب على أساس الأدلة الداعمة الطرق السليمة شفافة وعلميًا»[27] ومحددة في:
- تحسين إدارة الأمراض «العمليات السريرية من الرعاية» (على سبيل المثال، والتقيد بالمبادئ التوجيهية القائمة على الأدلة) لقصور القلب الاحتقاني، مرض الشريان التاجي، والسكري، والاكتئاب.
- كانت هناك أدلة حاسمة، عدم كفاية الأدلة، أو أدلة عن أي تأثير من إدارة الأمراض على الصحة السلوكيات ذات الصلة.
- أدى المرض إلى إدارة أفضل للتحكم في المرض لقصور القلب الاحتقاني، مرض الشريان التاجي، والسكري، والاكتئاب.
- كانت هناك أدلة حاسمة، عدم كفاية الأدلة، أو أدلة عن أي تأثير من إدارة الأمراض على النتائج السريرية (على سبيل المثال، «وفيات وحالة وظيفية»).
- إدارة الحد من انتشار المرض معدلات دخول المستشفى لقصور القلب الاحتقاني، ولكن الاستفادة من الرعاية الصحية زيادة لعلاج الاكتئاب، مع أدلة غير قاطعة أو غير كاف بالنسبة للأمراض الأخرى التي شملتها الدراسة.
- في مجال نتائج مالية، كانت هناك أدلة حاسمة، بسبب عدم كفاية الأدلة والقرائن على أي أثر أو دليل على زيادة التكاليف.
- زيادة رضا المرضى إدارة الأمراض ذات الصلة بالصحة ونوعية الحياة في قصور القلب الاحتقاني، والاكتئاب، ولكن الأدلة لم تكن كافية بالنسبة للأمراض الأخرى التي شملتها الدراسة.

ادعى رسالة لاحقة إلى المحرر أن إدارة المرض قد رغم ذلك «تلبية المشترين اليوم، حتى لو الأكاديميين لا يزالون غير مقتنعين.»
- خلص استعراض عام 2008 منهجية وتحليل تلوي أن إدارة المرض المزمن «تحسنا متواضعا القدرة على ممارسة الرياضة الجودة ذات الصلة بالصحة، والحياة، والقبول في المستشفى، ولكن ليست كل الأسباب والوفيات».
- استعراض عام 2009 من 27 دراسة «لا يمكن استخلاص استنتاجات نهائية حول فعالية أو مردودية... الربو مرض إدارة برامج» للبالغين.
- وتبين من استعراض منهجي الكندية التي نشرت في 2009 أن المنزل الرعاية الصحية عن بعد في إدارة الأمراض المزمنة ويمكن توفير التكاليف ولكن «نوعية هذه الدراسات كانت منخفضة عموما.»
- باحثون من هولندا 31 مراجعة منهجية الأبحاث المنشورة 2007-2009، وقرر أن الأدلة على أن برامج إدارة المرض لأربعة أمراض تخفيض نفقات الرعاية الصحية «غير حاسمة».
- أظهر تحليل لتجارب عشوائية نشرت خلال عام 2009 يقدر أن إدارة مرض السكري لديه «تأثير معتدل سريريا لكنه مهم على مستويات الهيموجلوبين A1C»، مع فارق يعني المطلقة 0.51 ٪ بين التجريبية والمجموعات الضابطة.

الدراسات الحديثة التي لم تستعرض في الصحف المذكورة هي ما يلي:
- وجدت دراسة بريطانية نشرت في عام 2007 بعض التحسينات في رعاية المرضى الذين يعانون من مرض الشريان التاجي وقصور في القلب (على سبيل المثال، إدارة أفضل لضغط الدم والكوليسترول) إذا تلقت الممرضة التي تقودها إدارة الأمراض بدلا من الرعاية المعتادة.
- في دراسة أجريت عام 2007 الكندي، كان الناس عشوائيا لتلقي أو عدم تلقي إدارة المرض لفشل القلب لمدة ستة أشهر. وزيارة غرفة الطوارئ، وإعادة الإدخال في المستشفى المستشفى، وحالة وفاة كل قضية لا يختلف في المجموعتين بعد 2.8 سنة من المتابعة.
- دراسة أمريكية وجدت أن الممرضة 2008 بقيادة إدارة الأمراض للمرضى المصابين بقصور في القلب كانت «معقولة فعالة من حيث التكلفة» لكل سنة من سنوات العمر المعدلة حسب نوعية مقارنة مع «مجموعة الرعاية المعتادة.»
- دراسة مقارنة عام 2008 من هولندا لا إدارة الأمراض مع الممرضة التي تقودها «مبدئي» مع الممرضة إدارة الأمراض التي تقودها «مكثفة» لإدارة الأمراض المرضى الذين خرجوا من المستشفى مع قصور في القلب، وإنما الكشف عن أية فروق ذات دلالة إحصائية في المستشفيات والموت لفترة الثلاثة أشهر مجموعات من المرضى.
- وجدت دراسة الأتراب بأثر رجعي اعتبارا من عام 2008 أن إدارة المرض لا يزيد من استخدام العقاقير وأوصت لمرضى بعد اصابته بأزمة قلبية.
- تنسيق الرعاية 15 (إدارة الأمراض) تليها برامج لمدة سنتين في دراسة أجريت عام 2008، «تحسن السلوكيات برامج قليلة المريض، والصحة، أو نوعية الرعاية» و«لا يوجد برنامج خفض النفقات الإجمالي أو الصافي»

بعد 18 شهرا، وجدت دراسة في فلوريدا عام 2008 «يكاد لا توجد الآثار العامة في المستشفى أو غرفة الطوارئ (ER) استخدام ونفقات الرعاية الصحية، وجودة الرعاية الصحية، أو تعاطي المخدرات وصفة طبية» لعلاج مرض وإدارة البرنامج.
- مع استثناءات طفيفة، ولم ورقة نشرت في عام 2008 لم يجد اختلافات كبيرة في النتائج بين الناس الذين يعانون من الربو بشكل عشوائي لإدارة الأمراض الهاتفية، تضاف إدارة الأمراض (بما في ذلك الزيارات المنزلية المعالج التنفسي)، أو الرعاية التقليدية.
- العثور على استعراض عام 2009 من قبل مراكز الرعاية الصحية والطبية للخدمات من 35 برامج إدارة الأمراض التي كانت جزءا من مشاريع البيان العملي بين عامي 1999 و2008 أن تحسين نوعية قليلة نسبيا في الميزانية بطريقة محايدة.
- في محاكمة العشوائية 2009، لم العالية وإدارة الأمراض المعتدلة الشدة لم تتحسن معدلات الإقلاع عن التدخين بعد 24 شهرا بالمقارنة مع العلاج بالعقاقير وحدها.
- محاكمة عشوائية نشرت في عام 2010 قرر أن إدارة الحد من انتشار المرض على درجة مركب من زيارة غرفة الطوارئ والمستشفيات بين المرضى الذين خرجوا من المستشفيات إدارة المحاربين القدامى لمرض الانسداد الرئوي المزمن.
- بعد مخصصة تحليل بيانات الدراسة 2011 تقدر أن تدخل تنتج وفورات في التكاليف الصافية 593 $ لكل مريض.
- دراسة إسبانية نشرت في عام 2011 52 شخصا بشكل عشوائي لقصور القلب في المستشفى لمتابعة مع الرعاية المعتادة، من 52 إلى الزيارات المنزلية، و52 إلى الهاتف المتابعة، و52 وحدة لفشل القلب في المستشفى.
- وبعد وسيطة 10.8 شهرا من المتابعة، لم تكن هناك اختلافات كبيرة في المستشفى أو وفيات بين المجموعات الأربع.